# ユトスの戦い
ユトスの戦い（ユトスのたたかい）は、447年、現在のブルガリアのヴィット川で、アッティラ率いるフン族と東ローマ（ビザンツ）帝国の軍隊との間で勃発した戦闘。ビザンツ帝国がフン族の侵略を食い止めようとした結果発生した戦闘であるため、ビザンツ帝国とフン族の間の血なまぐさい最後の戦いとなった。

## 背景
ビザンツ帝国がフン族への朝貢を止めた443年から、アッティラの軍隊はビザンツ領内のバルカン半島を侵略し、破壊した。アッティラの軍隊は、447年に再びバルカン半島に侵入した。

## 戦い
アルネギスクルス率いるビザンツ軍（アルネギスクルスとはビザンツ帝国の将軍であり、トラキアの「両軍の主人」（両軍とは、騎馬隊と歩兵部隊を指す）とも呼ばれていた）は、マルシアーノ基地から西に移動し、ダキア・リペンシス属州のユトゥスにてフン族と交戦した。アルネギスクルスは、443年に行われた、アッティラ率いるフン族のビザンツ遠征に対する防衛戦において、敗北したビザンツ軍を率いていた将軍の一人である。
ローマ軍は、イリュリクム、トラキア、および皇帝直属の野戦軍らの連合軍であったと言われているが。現代の歴史家の多くは、ビザンツ帝国はこの戦闘では敗北したと言及している、双方にとって損害は深刻であったようである。ある歴史家は、戦いは引き分けで終わったと主張している。また、アルネギスクルスの馬は殺され、彼は戦死するまで徒歩で戦ったと伝わっている。